# 대안 주기율표
| 알칼리 금속 알칼리 토금속 란타넘족 악티늄족 전이 금속 | 전이후 금속 준금속 다원자 비금속 이원자 비금속 비활성 기체 |

테오도어 벤페이의 배열은 연속적인 (나선형) 주기율표의 한 예시이다. 1964년 처음 출판되었으며, 란타넘족과 악티늄족의 위치를 명확하게 보여준다. 원소는 수소부터 시작하여 두 반도(전이 금속과 란타넘족, 악티늄족)를 따라 구부러지는 2차원 나선형을 이룬다. 초악티늄족 반도는 이미 배치되어 있다. 알칼리 금속
알칼리 토금속
란타넘족
악티늄족
전이 금속 전이후 금속
준금속
다원자 비금속
이원자 비금속
비활성 기체

드미트리 멘델레예프가 1871년에 주기율을 공식화하고 화학 원소의 주기율표를 발표한 이래로 여러 저자가 교육적, 미학적 또는 철학적 목적을 포함하여 다양한 대안 주기율표 모양을 실험했다.
이전에 멘델레예프는 1869년에 짧은 형태, 중간 형태, 심지어 입방체 형태를 포함한 다양한 배열을 언급했다. 멘델레예프에게는 후자(3차원) 형태가 가장 자연스러운 접근법으로 보였지만, "그러한 구조를 시도해도 실제적인 결과는 나오지 않았다"고 했다. 나선형 주기율표에 대해 멘델레예프는 "...체계를 [그러한] 방식으로 묘사하는 것을 끈질기게 거부했다... 그의 반대 이유는 이 기능을 수학적으로 표현할 수 없다는 것이었다."

## 유형론
1934년 뉴욕 롱아일랜드 대학교 화학 교수 조지 쾀과 뉴욕 공립 도서관 사서 메리 쾀은 133개 주기율표의 서지 정보를 수집하여 출판했으며, 이를 I. 짧은 표, II. 긴 표 (삼각형 표 포함), III. 나선형 표, IV. 헬리컬 표, V. 기타 표 다섯 가지 유형으로 분류했다.
1952년 뮐러는 수많은 주기율표 유형에 대해 불만을 표했다.
문헌에는 M 주기율표에 대한 제안된 (그리고 폐기된) 수정 사항으로 가득하다. 사실 너무 많은 수정 사항이 나와서, 거의 모든 저자가 작업 가능한 배열에 대한 자신만의 개념을 가지고 있다고 결론 내릴 유혹을 받는다. 불행히도 제안된 표의 대부분은 다루기 힘들거나 전혀 쓸모가 없으며, 몇 가지 가치 있는 제안만 있었다. 기하학은 필요한 모든 목적에 똑같이 잘 부합하는 충분히 이상적인 배열을 허용하지 않는다. 따라서 구형, 나선형, 원뿔형, 프리즘형, 성형 등을 포함하는 많은 3차원 모델은 흥미롭지만 유용성이 떨어진다. 덜 복잡한 2차원 배열은 문제를 해결하는 데 거의 기여하지 않으며, 진정으로 건설적인 수정 제안은 전자 배열을 반영하는 것에 중점을 둔 것들뿐이다.
이러한 수정 사항 중 가장 유용하며, 동시에 가장 초기에 제안된 것 중 하나는 이른바 긴 또는 [18열]... 표이다.

1954년 톰케이프는 주기율표의 세 가지 주요 유형을 나선형, 직선형, 나선형이라고 언급했다. 그는 "불행히도 이상한 것도 많다"고 덧붙였다.
1974년 화학 교수 에드워드 마주르스는 지난 백 년 동안 출판된 약 700개의 주기율표에 대한 조사 및 분석을 발표했으며, 짧은 표, 중간 표, 긴 표, 나선형 표, 헬리컬 표, 계열 표, 분류되지 않은 표를 분류했다.
1999년 화학자 마크 리치(Mark Leach)는 주기율표 인터넷 데이터베이스를 개설했다. 2023년 5월 현재 1200개 이상의 항목이 있다. 데이터베이스는 연대순으로 정리되어 있지만, 검색 가능한 특정 주기율표 유형은 나선형 및 헬리컬, 3차원, 기타 유형이다.
편의상 주기율표는 1. 짧은 표, 2. 삼각형 표, 3. 중간 표, 4. 긴 표, 5. 연속적인 표 (원형, 나선형, 렘니스케이트, 헬리컬), 6. 접이식 표, 7. 공간 표로 분류할 수 있다. 쉽게 분류할 수 없는 표는 8. 미분류 유형으로 분류된다.

### 짧은 표
| 알칼리 금속 알칼리 토금속 란타넘족 악티늄족 전이 금속 | 전이후 금속 준금속 미분류 비금속 할로젠 비활성 기체 |

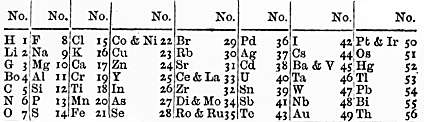
뉴랜즈의 1866년 옥타브 주기율표

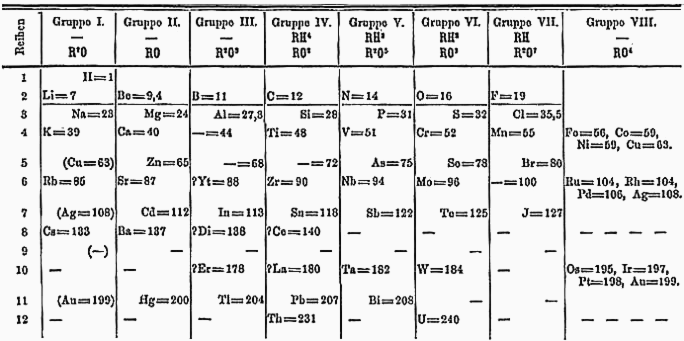
멘델레예프의 1871년 주기율표

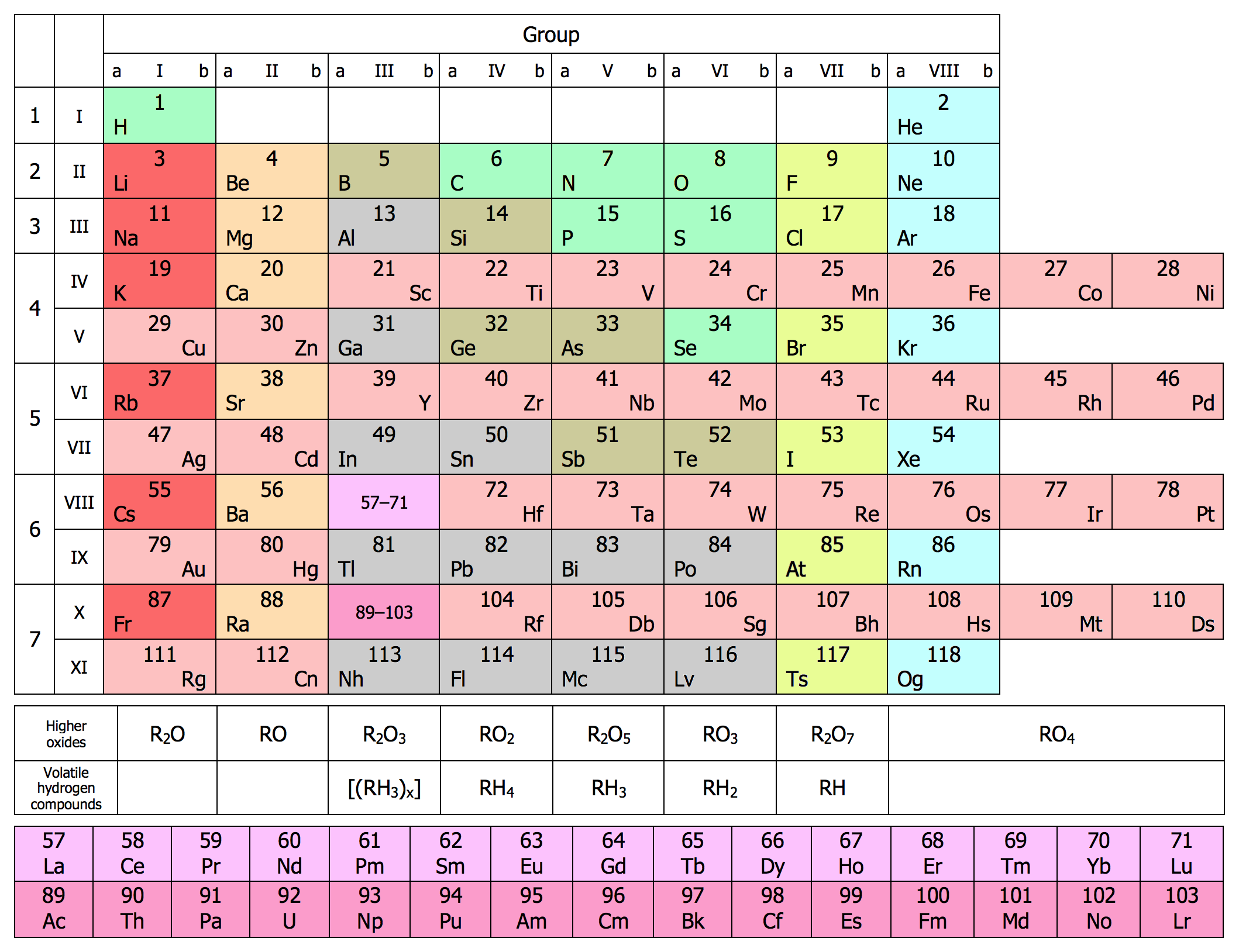
현대적인 짧은 8족 주기율표 알칼리 금속
알칼리 토금속
란타넘족
악티늄족
전이 금속 전이후 금속
준금속
미분류 비금속
할로젠
비활성 기체

짧은 표는 약 8개의 열을 가진다. 이 형태는 1871년 멘델레예프의 8열 주기율표 출판 이후 인기를 얻었다.
이 섹션에는 동일한 주기율표의 현대화된 버전도 나와 있다.
1860년대에 화학적 주기성을 발견한 멘델레예프와 다른 이들은 원소를 원자량 순서로 배열했을 때 약 8개 원소마다 물리화학적 특성이 대략 반복된다는 사실을 알아차렸다. 그 결과 멘델레예프는 당시 알려진 원소들을 8열 표로 정리했다. 그는 이 표를 사용하여 당시 알려지지 않은 원소들의 특성을 예측했다. 그의 성공률은 50% 미만이었지만, 화학 원소의 주기율표 개념이 널리 받아들여지는 데 기여한 것은 그의 성공이었다. 8열 스타일은 멘델레예프의 출생국인 러시아에서 특히 오늘날까지 인기를 유지하고 있다.
영국 화학자 존 뉴랜즈의 비슷한 아이디어를 1866년 런던 화학회에 발표하려던 이전 시도는 성공하지 못했다. 당시 영국적 성향으로 인해 회원은 이론적인 아이디어에 대해 덜 수용적이었다. 그는 자신의 아이디어를 옥타브 법칙이라고 불렀고, 한때는 8개의 건반으로 이루어진 음계에 비유하기도 했다.
동료 화학자 존 글래드스톤은 뉴랜즈의 표가 발견되지 않은 원소가 없다고 가정한다는 이유로 반대했다. "지난 몇 년 동안 탈륨, 인듐, 세슘, 루비듐이 발견되었고, 이제 하나 더 발견되면 전체 체계가 무너질 것이다." 라고 말했다. 그는 마지막 수직 열에 있는 금속들 사이의 유사성이 같은 수평선에 있는 어떤 원소들 사이의 유사성만큼이나 가깝다고 믿었다.
또 다른 영국 화학자 케리 포스터는 뉴랜즈에게 원소를 첫 글자 순서대로 검토해 본 적이 있는지 유머러스하게 물었다. 포스터는 어떤 배열이든 우연한 일치를 보여줄 것이라고 믿었지만, 망가니즈와 크롬, 또는 철과 니켈, 코발트를 그렇게 멀리 떨어뜨려 놓는 배열을 비난했다.
짧은 형태의 주기율표의 장점은 콤팩트한 크기와 주족 원소와 전이 금속 그룹 간의 관계를 보여준다는 점이다.
단점은 염소와 망가니즈처럼 유사하지 않은 원소를 함께 묶는 것처럼 보인다는 점, 금속과 비금속의 분리를 식별하기 어렵다는 점, "무색의 반자성 이온을 생성하는 원소와 유색의 상자성 이온을 생성하는 원소를 함께 묶는 데 불일치"가 있다는 점, 그리고 "수소, 란타넘족 원소, 악티늄족 원소의 합리적인 위치가 부족하다는 점"이다.
다른 주목할 만한 짧은 주기율표는 다음과 같다:
- 1862년 — 마이어의 시스템: 6개의 열에 28개 원소[12]
- 1895년 — 레트거의 주기율표: 희토류 원소의 주기 내 배열 (a)[13]
- 1902년 — 브라우너의 표: 희토류 원소의 주기 내 배열 (b)[14]
- 1906년 — 멘델레예프의 표: H와 He 사이에 6개의 누락된 원소 가정[15]
- 1919년 — 하크의 표, 상단은 9열, 하단은 11열. 표에서 원소의 위치가 그 특성을 결정한다.[16][n 4]
- 1923년 — 데밍의 또 다른 표: 금속과 비금속 사이의 구분선이 있는 멘델레예프 스타일[17]
- 1924년 — 허바드의 원자표: 미국 고전[18]
- 1935년 — 리셀베르그의 표: 분리된 블록[19]
- 1945년 — 크라프트의 표: 10개 그룹[20]
- 1950년 — 시드윅의 분류 (멘델레예프): 란타넘족 동시 배치, 악티늄족 파편화[21]
- 1960년 — 인터내셔널 렉티파이어 코퍼레이션 표: 무지개 스타일[22]
- 1975년 — 슈카레프의 시스템: 전이 금속이 스스로 되돌아간다[23]
- 2011년 — 트레스뱌트스키의 표: 란타넘족과 악티늄족의 그룹 할당[24]

### 삼각형 표

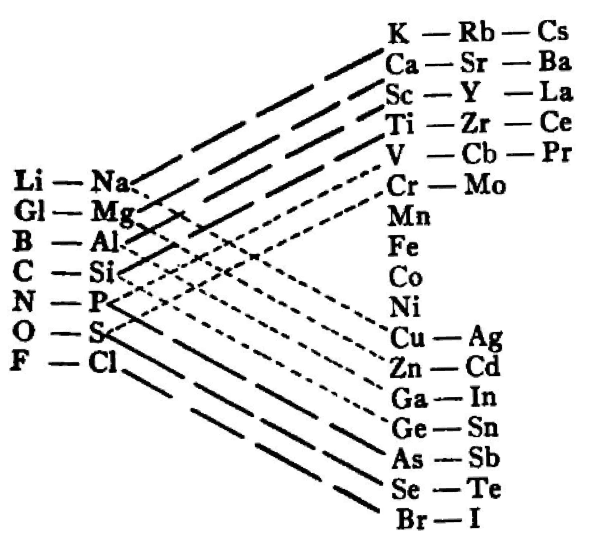
1882년 베일리 주기율표의 렌더링

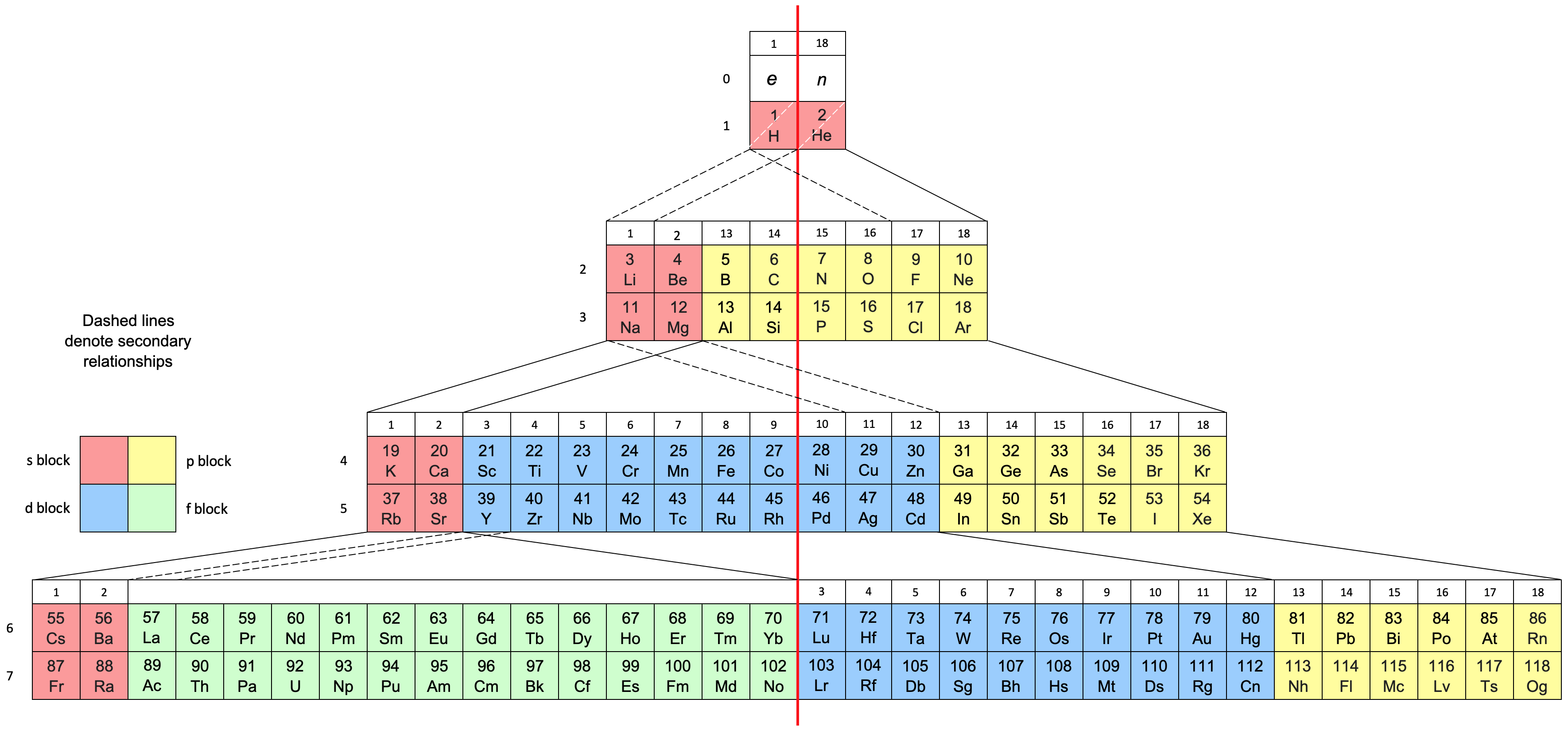
카푸스틴스키의 삼각형 또는 계단 피라미드 주기율표 (1953)의 재구성된 버전. 주기 0에는 전자와 중성자가 포함된다. 각 주기는 한 번 반복된다. 두 종류의 양측 대칭이 존재한다: 모양; 그리고 각 절반에 있는 금속과 비금속.

삼각형 표는 열 너비가 2-8-18-32 또는 그 근처이다. 1882년에 등장한 초기 예시는 베일리가 제공했다.
이러한 표는 연결선을 사용하여 원소들 간의 유사한 특성을 더 쉽게 나타낼 수 있다.
어떤 면에서는 짧은 표와 중간 표 사이의 중간 형태를 나타내는데, 완전히 성숙한 버전(너비 2+8+18+32 = 60)의 평균 너비는 15열이기 때문이다.
이 형태의 초기 단점은 대칭성을 고려하여 누락된 원소를 예측하는 것이었다. 예를 들어, 베일리는 희토류 원소를 지르코늄 및 나이오비움과 같은 다른 원소들의 간접적인 유사체로 간주했는데, 이는 대부분 근거 없는 가정으로 밝혀졌다.
이 형태의 장점은 미학적 매력과 비교적 콤팩트한 크기이며, 단점은 너비가 넓고 그리기 어렵다는 점, 그리고 전통적인 직사각형 형식에 비해 특정 주기적 경향이나 관계를 해석하기가 더 어렵다는 점이다.
다른 주목할 만한 삼각형 주기율표는 다음과 같다.
- 1895년 — 톰슨의 체계적인 배열: 전기 양성 및 음성 원소 표시[29]
- 1911년 — 아담의 표: 란타넘족 (왼쪽)과 방사성 원소 (오른쪽) 분리[30]
- 1922년 — 보어의 시스템: 현대 원자 이론 기반[31]
- 1935년 — 즈마친스키의 표: H-He 위에 주기 0[32]
- 1949년 — 프리츠 셸레가 수정한 안트로포프의 표현: 란타넘족과 악티늄족이 본문에 포함[33]
- 1952년 — 코리엘의 표: 분기 그룹이 3과 13으로 제한[34]
- 1953년 — 카푸스틴스키의 표: 전자와 중성자가 주기 0에 추가; 각 주기는 한 번 반복된다. 중성자(양성자, 전자 및 반중성미자로 붕괴됨)와 수소 사이에는 이차적인 대각선 관계가 있다.[26]
- 1967년 — 샌더슨의 표: 2-8-10-14 중첩 주기[35]
- 1987년 — 주기율표의 계단식 피라미드 형태: 1882년 베일리 표의 현대화 버전[36]
- 1989년 — 시보그의 전자 껍질 표: Z = 168까지[37]
- 1995년 — 클라인의 표: 각 새 블록 시작 지점에서의 끊김[38]
- 2023년 — 마크스의 1869년 멘델레예프 표의 절두삼각형 버전: 첫 번째 층은 H와 He 단독이 아닌 sp 원소를 포함[39]

### 중간 표
| 알칼리 금속 알칼리 토금속 란타넘족 악티늄족 전이 금속 | 전이후 금속 준금속 미분류 비금속 할로젠 비활성 기체 |

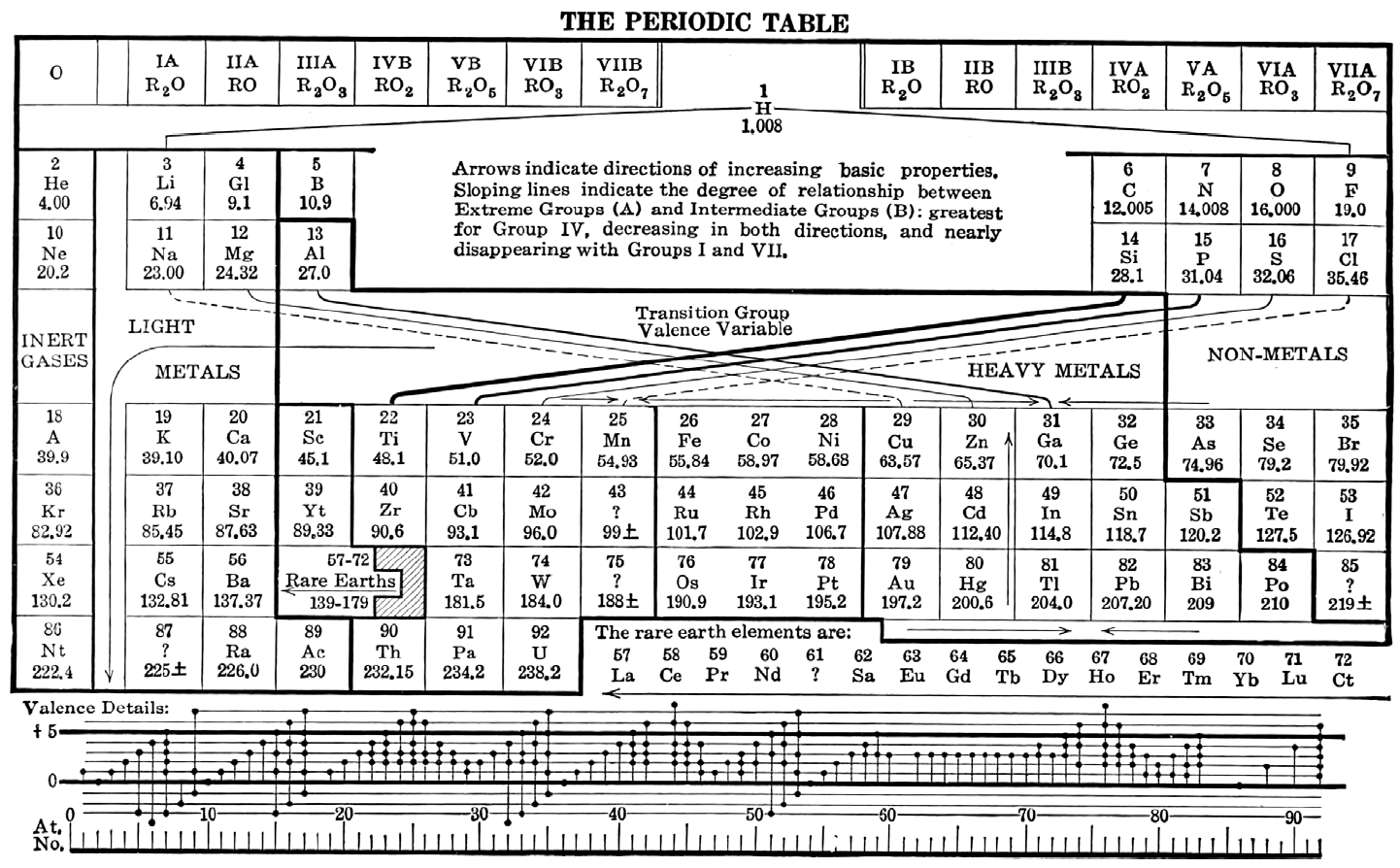
데밍의 1923년 주기율표

일부 흔하거나 더 흔히 사용되는 원소 집합의 이름을 색상으로 구분한 현대 주기율표. 범주와 경계는 출처마다 다소 차이가 있다. 3족의 루테튬과 로렌슘도 전이 금속이다. 알칼리 금속
알칼리 토금속
란타넘족
악티늄족
전이 금속 전이후 금속
준금속
미분류 비금속
할로젠
비활성 기체

중간 표는 약 18개의 열을 가지고 있다. 이 형태의 인기는 구성 용이성 및 크기, 그리고 원자 순서 및 주기적 경향의 묘사 측면에서 기능의 균형이 잘 잡혀 있기 때문으로 생각된다.
데밍의 중간 표 버전은 1923년 그의 교과서 "일반 화학: 기본 원리의 산업적 적용을 강조하는 초급 개요" 초판에 등장했으며, 18열 형태를 대중화한 것으로 평가받는다.
르로이는 데밍의 표를 "이것은 '18열' 형태로 더 잘 알려져 있으며" "초급 학생들에게 제시하는 데 있어서 원래 멘델레예프 유형보다 훨씬 개선되었다"고 언급했다.
머크 앤 컴퍼니(Merck and Company)는 1928년에 데밍의 표를 인쇄물 형태로 제작하여 미국 학교에 널리 배포했다. 1930년대에 그의 표는 화학 핸드북과 백과사전에 등장하기 시작했다. 또한 Sargent-Welch Scientific Company에서 수년간 배포되기도 했다.
중간 형태의 장점은 원소의 위치와 전자 구조를 연관시키고, 원소를 특징짓는 수직, 수평, 대각선 경향을 수용하며, 금속과 비금속을 분리한다는 점이다. 단점은 주족 원소와 전이 금속 간의 관계를 모호하게 한다는 점이다.
다른 주목할 만한 중간 표는 다음과 같다:
- 1893년 — 랑의 17열 표: 현대 18열 표의 선구자[49]
- 1920년 — 스튜어트의 배열: 18개 열에 란타넘족 포함[50]
- 1945년 — 시보그의 표: 란타넘족을 보완하는 악티늄족 계열 제안[51]
- 1956년 — 레미의 "긴" 주기 형태: 시보그의 악티늄족과 경쟁하는 우라늄족[52]
- 1976년 — 시보그의 미래 지향적 표: Z = 168까지의 원소[53]
- 1980년 — 조돈의 표: 거꾸로[54]
- 1990년 — IUPAC 적색서 표: 15열 f-블록[55]
- 2002년 — 무기 화학자의 표: 주요 및 부차적 패턴 표시.[56]
- 2006년 — 스케리 표: 대칭[57]

### 긴 표

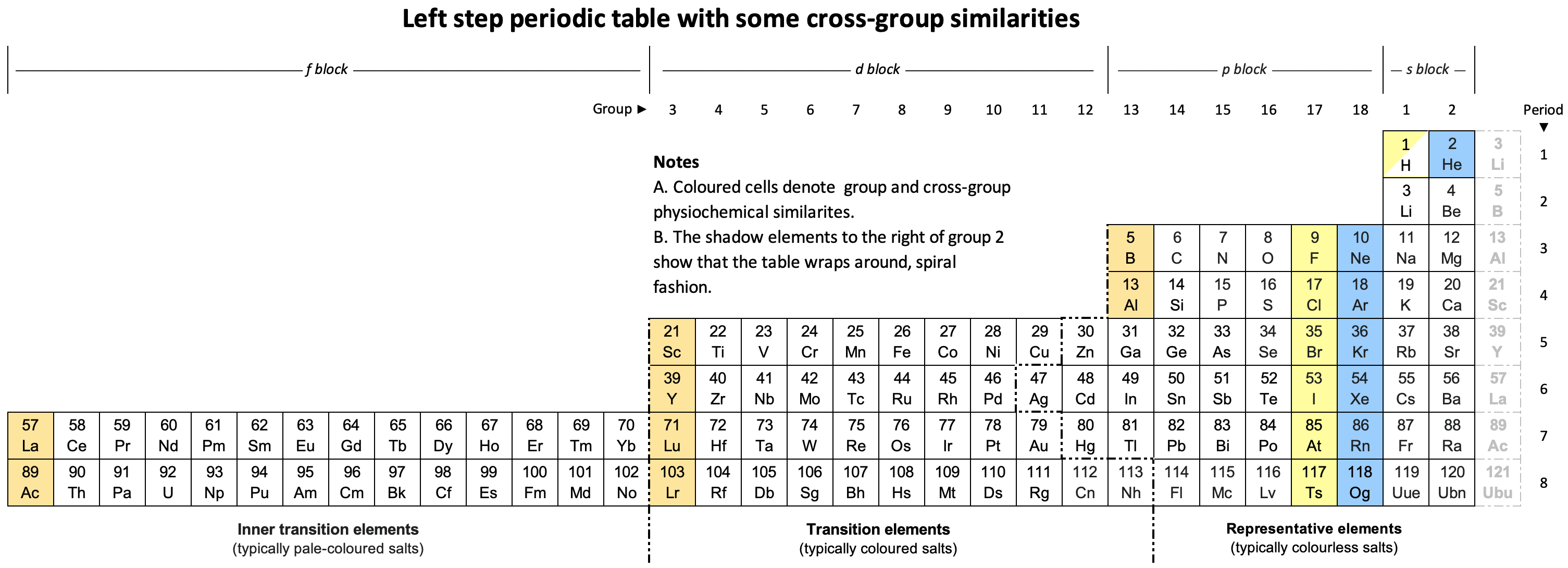
주기가 감싸는 것을 보여주는 33번째 그림자 열이 있는 왼쪽 계단식 주기율표

이 긴 표의 블록은 전통적인 순서인 s-, f-, d-, p-를 따른다.

긴 표는 약 32개의 열을 가진다. 초기 예시는 배싯(1892)이 제공했는데, 수평이 아닌 수직으로 배열된 37개 열을 가졌다. 구치 & 워커(1905)는 25개 열을 가졌다. 베르너(1905)는 33개 열을 가졌다.
이 섹션의 첫 번째 이미지, 이른바 왼쪽 계단식 표는 다음과 같다.
- 1족과 2족(s-블록)은 표의 오른쪽에 배치되었다.
- s-블록은 한 행 위로 이동되어, s-블록에 없는 모든 원소는 이제 표준 표보다 한 행 아래에 있다. 예를 들어, 표준 표의 네 번째 행 대부분은 이 표에서는 다섯 번째 행이다.
- 헬륨은 2족에 배치된다 (18족이 아님).

원소들은 원자 번호(Z) 순서대로 배치되어 있다.
왼쪽 계단형 표는 샤를 자네에 의해 1928년에 처음에는 미학적인 목적으로 개발되었다. 그러나 이 표는 마델룽 에너지 순서 규칙과 합리적인 상관 관계를 보인다. 이는 중성 원자의 바닥 상태 전자 껍질이 채워지는 가상의 순서이다.
비교를 위해 더 전통적인 긴 형태의 주기율표도 포함되어 있다.
긴 형태의 장점은 란타넘족과 악티늄족이 주기율표에 어디에 들어맞는지 보여준다는 점이고, 단점은 너비가 넓다는 점이다.
다른 주목할 만한 긴 주기율표는 다음과 같다.
- 1892년 — 배싯의 수직 배열: 가로로 37개 열[61]
- 1905년 — 구치 & 워커의 시스템: 25개 열[62]
- 1905년 — 베르너의 배열: 33개 그룹[63]
- 1927년 — 르로이의 표: 왼쪽 계단식 표의 전신; 세 가지 전이 원소 세트[64]
- 1928년 — 코르비노의 오른쪽 계단식 표: 원소들 사이에 간격 없음[65]
- 1934년 — 로마노프의 시스템: 란타넘족 아래에 악티늄족이 있는 첫 번째 긴 형태 (분할 d-블록 포함)[66]
- 1964년 — 테른스트롬의 주기율표: 베르너(1905)의 완전한 블록 시스템과 수평 보어 선 시스템의 장점을 결합한 삼중 콤보 표; 그 결과는 자네(1928)의 왼쪽 계단식 형태와 유사하다.[67]
- 1982년 — 주기율표의 올바른 형태: H-He의 새로운 배치와 함께 왼쪽 계단식 변형[68]
- 2002년 — 화학 원소 주기율표-하모닉 형태 - 시스템 A-2 (Periodic Table of Chemical Elements-Harmonic Form): 1족과 2족이 재분배된 왼쪽 계단식 변형[69]
- 2018년 — 베일킨의 표: 란타넘족과 악티늄족을 포함한 대칭 표[70]

### 연속형

원형 주기율표

원형, 와선, 렘니스케이트, 또는 헬리컬 표를 포함한다.
이 섹션에 제시된 크룩스의 렘니스케이트 주기율표는 다음 원소가 서로 아래에 위치한다.
| H   | He | Li  | Gl  | B   | C   | N   | O   | F           | Na  | Mg  | Al  | Si  | P   | S   |
| Cl  | Ar | K   | Ca  | Sc  | Ti  | V   | Cr  | Mn·Fe·Ni·Co | Cu  | Zn  | Ga  | Ge  | As  | Se  |
| Br  | Kr | Rb  | Sr  | Yt  | Zr  | Nb  | Mo  | Rh·Ru·Pd    | Ag  | Cd  | In  | Sn  | Sb  | Te  |
| I   | –  | Cs  | Ba  | La  | Ce  | ( ) | ( ) | ( )         | ( ) | ( ) | ( ) | ( ) | ( ) | ( ) |
| ( ) | –  | ( ) | ( ) | ( ) | ( ) | Ta  | W   | Ir·Pt·Os    | ( ) | ( ) | ( ) | ( ) | ( ) | ( ) |
| –   | –  | –   | –   | –   | Th  | –   | Ur  | –           | –   | –   | –   | –   | –   | –   |

망가니즈와 철, 니켈, 코발트의 병치는 이 문서의 미분류 섹션에 있는 폰 비쇼프스키의 1918년 표의 현대화된 버전에서 나중에 볼 수 있다.
|  |  |  |

프랑스 지질학자 알렉상드르 에밀 베귀에 드 상쿠르투아는 원자량을 사용하여 주기성을 분류한 최초의 인물이었다. 그는 원소를 16등분된 금속 원통 주위에 연속적인 나선 형태로 그렸다. 산소의 원자량은 16으로 간주되었고, 다른 모든 원소들과 비교하는 표준으로 사용되었다. 텔루륨이 중앙에 위치하여 비스 텔루리크(vis tellurique) 또는 텔루르 나사(telluric screw)라는 이름이 붙었다.
이 형태의 장점은 원소가 연속적인 배열을 이룬다는 점을 직간접적으로 강조한다는 것이다. 그러나 연속형 표는 전통적인 직사각형 주기율표보다 만들고 읽고 외우기가 더 어렵다.
다른 주목할 만한 연속형 주기율표 형태는 다음과 같다.
- 1867년 — 힌리히스의 원자론 프로그램: 현대 표에서 볼 수 있는 많은 주요 주기적 관계를 포착하면서도 이차적인 관계를 보여주려는 시도로 인해 복잡하지 않다.[74]
- 1886년 — 셰퍼드의 자연 분류: 나선형 형태로, 이를 튜브로 바꾸는 지침이 포함되어 있다.[75]
- 1905년 — 구치 & 워커의 원소의 1차, 2차, 3차 계열: 란타넘족 원소 사이의 이중 주기성을 초기에 보여준다.[76]
- 1914년 — 하크의 주기율표: 모즐리의 원자 번호를 고려한 최초의 나선형 표이자, 연속적으로 커지는 코일 쌍을 보여준 최초의 표이다. H가 중앙에 단독으로 서 있는 것도 흥미롭다.[77]
- 1925년 — 코르틴스의 주기율표 모델: 잠수함이나 성처럼 생긴 나선형 표[78]
- 1939년 — 어윈의 주기율표: 주기성 패턴에 대한 광범위한 분석[79]
- 1940년 — 가모프의 [첫 번째] 리본 주기율표: 0족으로서의 비활성 기체[80]
- 1965년 — 알렉산더 원소 배열: 원자의 배열 교육이 시작되는 지점을 보완하도록 설계되었으며, 세계 지도가 현실을 확립하는 것과 마찬가지로 평면 인쇄 투영 또는 지도의 중요하고 편리한 특성을 강조한다.[81]
- 1999년 — 모란의 나선형 주기율표: 육각형 형태[82]
- 2003년 — 화학 은하 II: 원소들을 연결하고 화학의 천문학적 도달 범위를 표현하며, 상상력을 자극하고 우주를 지배하는 질서에 대한 경이로움을 불러일으키는 별이 빛나는 길[83]
- 2010년 — 해리슨 나선형 주기율표: 원소의 조직은 H. G. 데밍의 1923년 주기율표를 밀접하게 따르는데, 여기서 A B 번호 매김이 처음으로 'B' 그룹의 특성 산화물을 'A' 그룹의 산화물과 일치시키기 위해 사용되었다.[84]

### 접이식 표

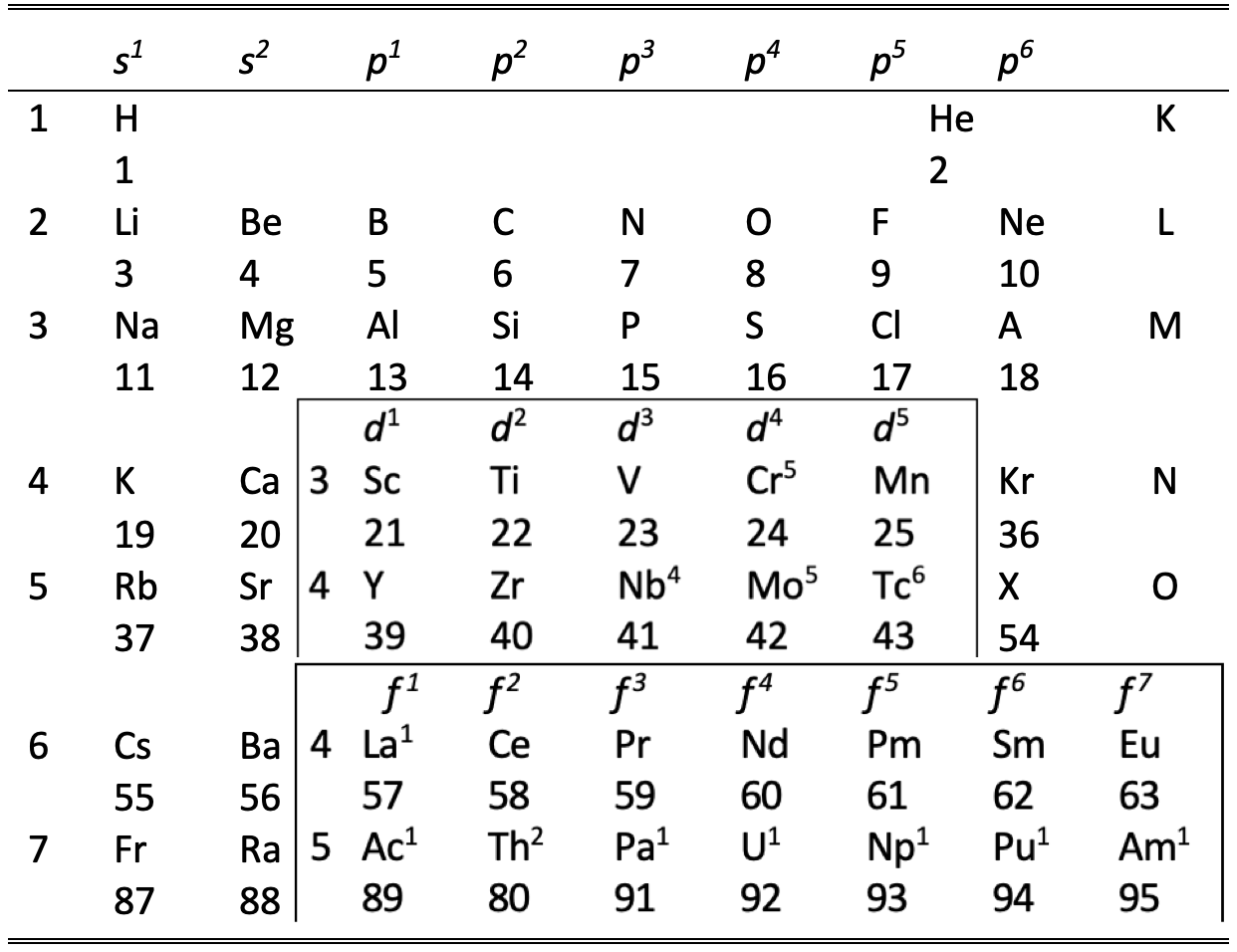
두 개의 양면 플랩이 부착된 매커치온의 1950년 주기율표. 위쪽 플랩은 f-블록의 전반부를 보여준다. 그 아래 플랩은 d-블록의 전반부를 보여준다.

접는 메커니즘을 통합하는 이러한 표는 상대적으로 드물다.
- 1895년 — 초기 예시는 데이비드 오름 매슨의 주기율표 '플랩' 모델이다.[86]
- 1915년 — 윌리엄 램지는 그의 책 《대기 중의 기체》에 220쪽에서 221쪽으로 움직일 수 있는 접힌(또는 플랩) 주기율표를 포함했다.[87][88]
- 1950년 — 매커치온은 d-블록과 f-블록이 s-블록과 p-블록 위에 접힌 플랩으로 묘사된 짧은 표를 출판했다.[85]
- 2015년 — 퀀텀 폴드 주기율표.[89]
- 2016년 — 전통적인 일본 "병풍" 스타일의 왼쪽 계단식 주기율표.[90]
- 2022년 — 헥사플렉사곤 주기율표.[91]

틀:Pro and con list
이러한 표의 장점은 참신함과 일반적으로 공간 주기율표가 필요한 관계를 묘사할 수 있으면서도 2차원 표의 휴대성과 편리함을 유지한다는 점이다. 단점은 만드는 데 약간 더 많은 노력이 필요하다는 점이다.

### 공간형

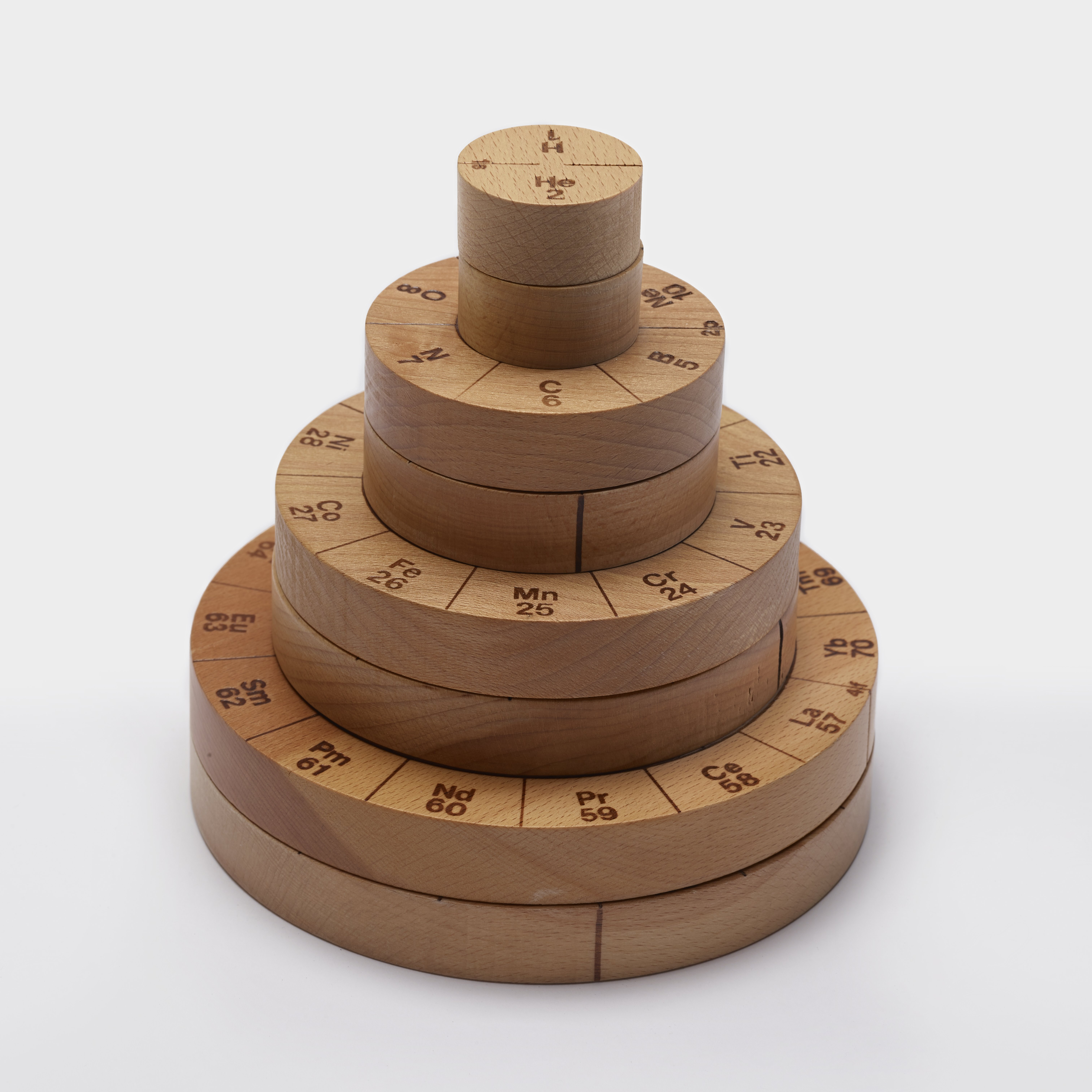
여러 층의 케이크처럼 생긴 주기율표. 8개의 나무 층이 서로 위에 놓여 회전할 수 있다. 각 층은 원소 이름과 원자 번호가 새겨진 화학 원소로 나뉘어 있다.

공간형 표는 3차원 이상을 통과한다 (나선형 표는 연속형 표로 분류된다). 이러한 표는 상대적으로 틈새 시장이며 전통적인 표만큼 일반적으로 사용되지 않는다. 고유한 장점을 제공하지만, 복잡성과 맞춤화 요구 사항으로 인해 다차원 관계에 대한 더 깊은 이해가 필요한 전문 연구, 고급 교육 또는 특정 연구 분야에 더 적합하다.
다른 주목할 만한 공간형 주기율표는 다음과 같다.
- 1920년 — 콜바일러의 시스템: 최초의 공간 시스템 — 전이 그룹 및 란타넘족 원소의 기둥으로 연결된 평행면[93]
- 1925년 — 프렌드의 주기적 구: 최초의 구형 형태[94]
- 1945년 — 탈팽의 원소의 그노몬 분류: 이중 피라미드 형태의 공간 다이어그램[95]
- 1949년 — 링리의 박막 시스템: 최초의 2D/3D 하이브리드[96]
- 1954년 — 사보 & 라카토시의 주기율표 부피 모델: 모듈식 아파트 건물 단지 형태[97]
- 1965년 — 기게르의 주기율표: 풍향계 형태[98]
- 1972년 — 팔각형 프리즘 주기율표[99]
- 1982년 — 시멘트 화학자의 주기 큐브[100]
- 1983년 — 주기 피라미드[101]
- 1989년 — 스토우의 물리학자 주기율표: 4차원[102]
- 1990년 — 뒤푸르의 주기 나무[103]
- 1992년 — 마가르샤크 & 말린스키의 3차원 주기율표: 3족이 Sc-Y-La-Ac인 양자 역학 기반 표[104]
- 2003년 — 주기 시스템의 그래픽 표현: 건물 형태[105]
- 2003년 — 2개 원형극장 피라미드 주기율표[106]
- 2011년 — 앨더슬리 3D 주기율표: 4개의 아파트 형태[107]
- 2014년 — ADOMAH 주기율표 유리 큐브: 사면체 안에 큐브 안에 분리된 표[108]
- 2019년 — 그레인저의 "동심원 구와 직교 평면이 교차하는" 형태의 원소 주기성: 방 또는 탁자 모서리 안 또는 위에 있는 표[109]

### 미분류
미분류 주기율표는 쉽게 분류하기 어렵다.
- 1891년 — 웬트의 원소 생성 트리[111]
- 1893년 — 네차예프의 절두 원뿔[112]

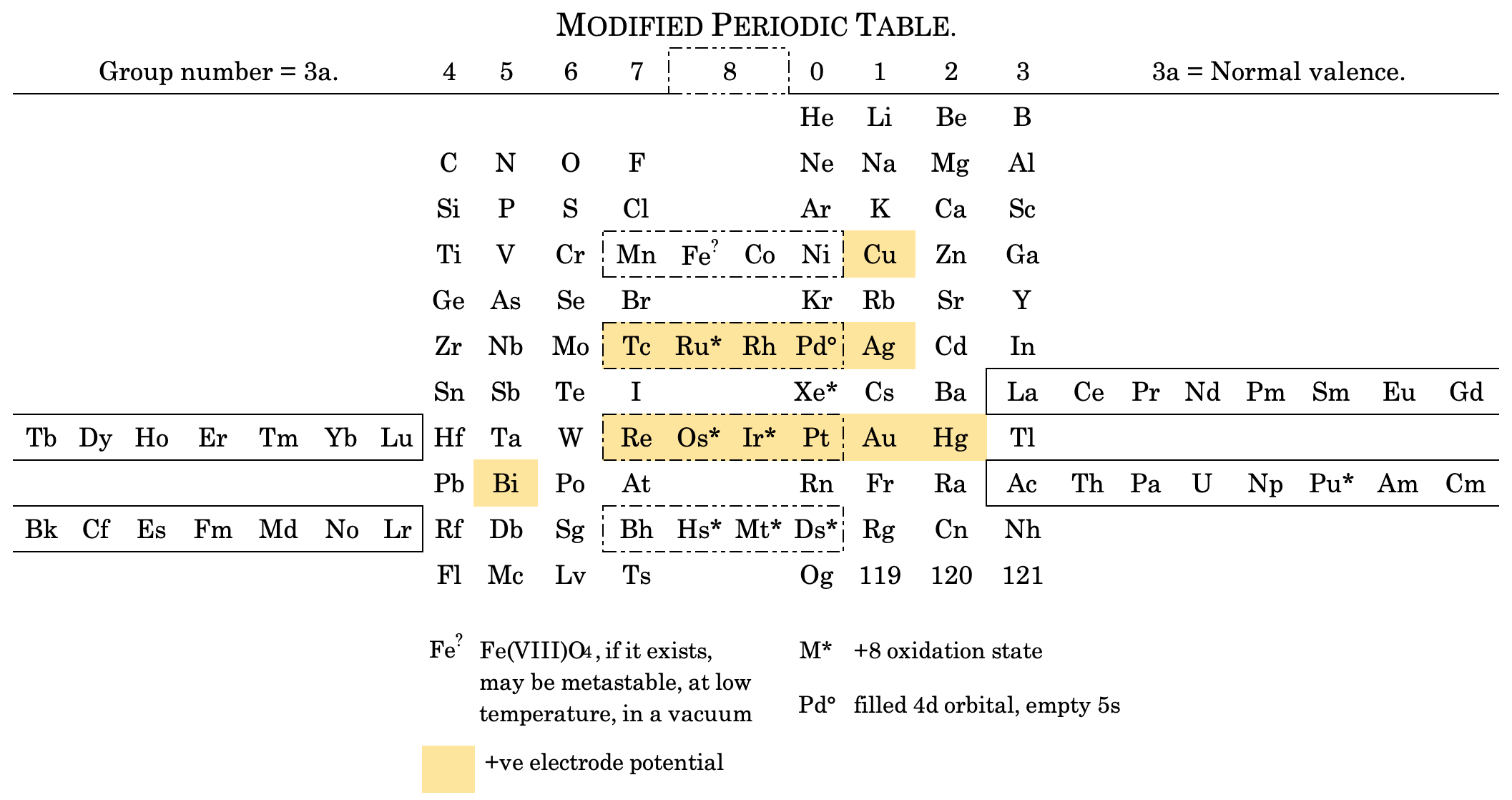
폰 비쇼프스키의 1918년 표의 현대화된 버전인 이 표는 24개 열과 개 그룹을 가지고 있다. 8족은 7족과 1족 사이의 연결 고리 또는 전이 영역을 형성한다.

- 1907년 — 굴절률을 설명하기 위한 원소 그룹화: 왼쪽 12족에서 오른쪽 13족으로 이어진다.[113]
- 1918년 — 체르케소프: 두 개의 주기율표: 망가니즈가 7족이 아닌 8족에 있다.[114]
- 1920년 — 스튜어트의 원소 배열: 14개의 란타넘족 원소 포함[115]
- 1934년 — 로마노프의 시스템: 나선-렘니스케이트 결합[116]
- 1944년 — 뮐러의 트리 시스템[117]
- 1950년 — 클라크의 업데이트된 주기율표: 아레나 시스템[118]
- 1971년 — 존 오. 이. 클라크 주기율표[119]
- 2005년 — 리치의 주기율표 대각선 관계 노출: 왼쪽에 비금속; 오른쪽에 금속[120]
- 2018년 — 베일킨의 원소 주기율표: 4n2 주기 (n = 2, 3...)를 가지며, 자네의 왼쪽 계단식 표보다 대칭성, 규칙성, 우아함이 더 뛰어나다.[121]
- 2019년 — 알렉산더 배열 풀기... 그리고 다시 감기: 3차원 공간에서 s 블록에서 멀어지는 p, d, f 블록[122]
- 2023년 — 데밍의 1923년 주기율표, 버논이 업데이트: 너비 25열[123]
- 2023년 — 음양 주기율표: 왼쪽 계단식 표와 전통적인 표의 융합[124]

## 갤러리

ADOMAH (긴 표)
말린 리본 (연속형)
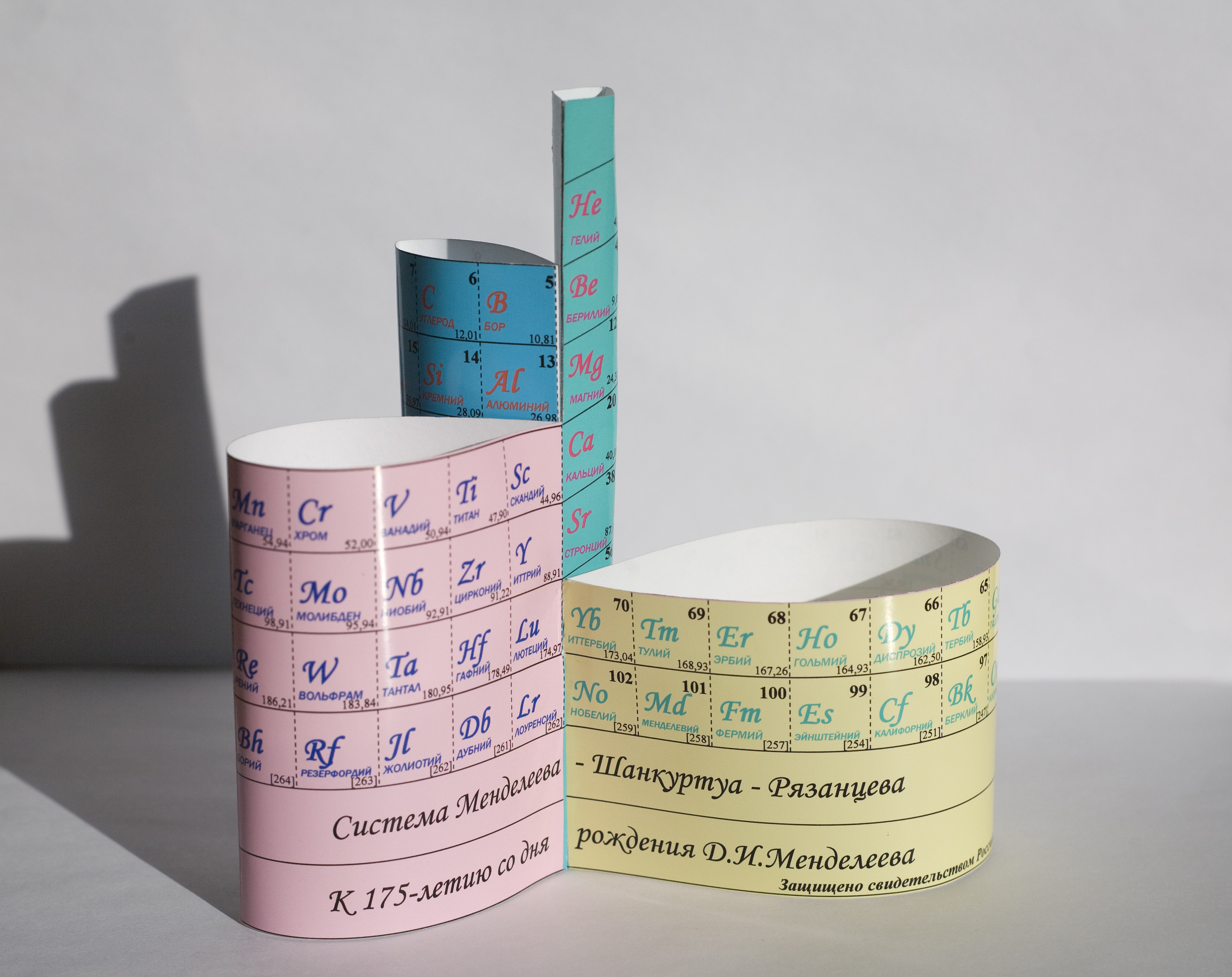
네 개의 고리 (연속형)
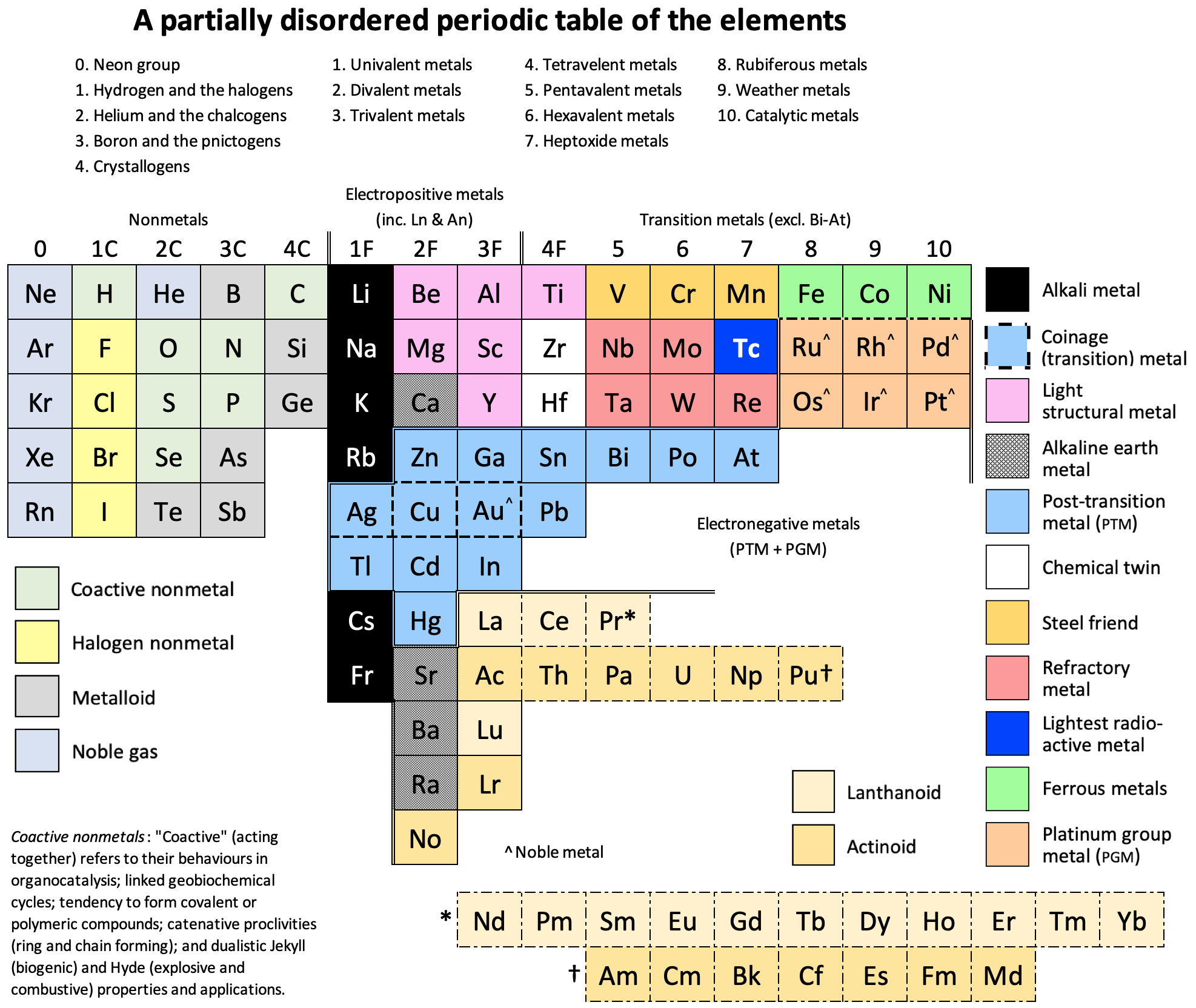
부분적으로 무질서한 (미분류)
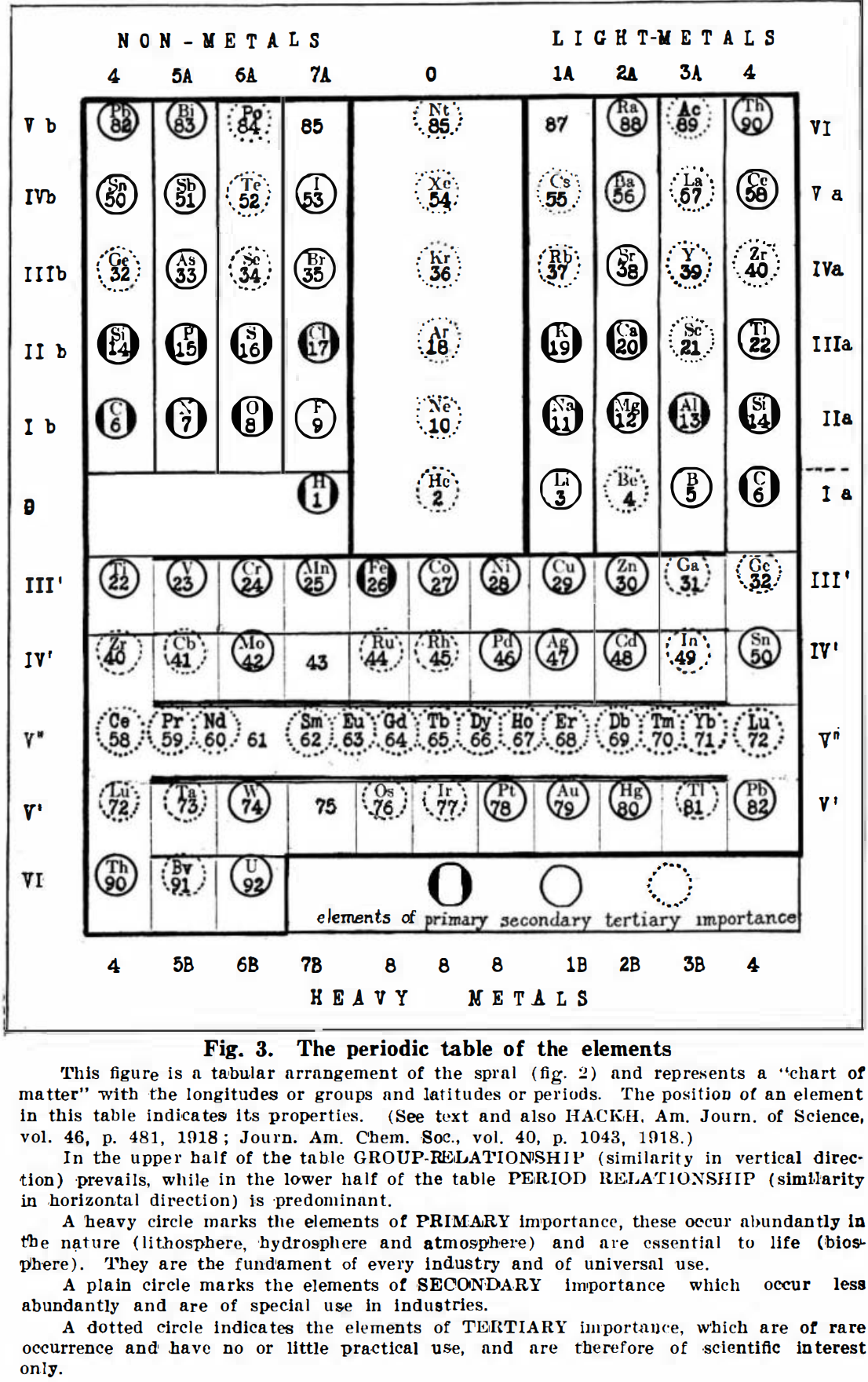
짧은 표 (9/11열)
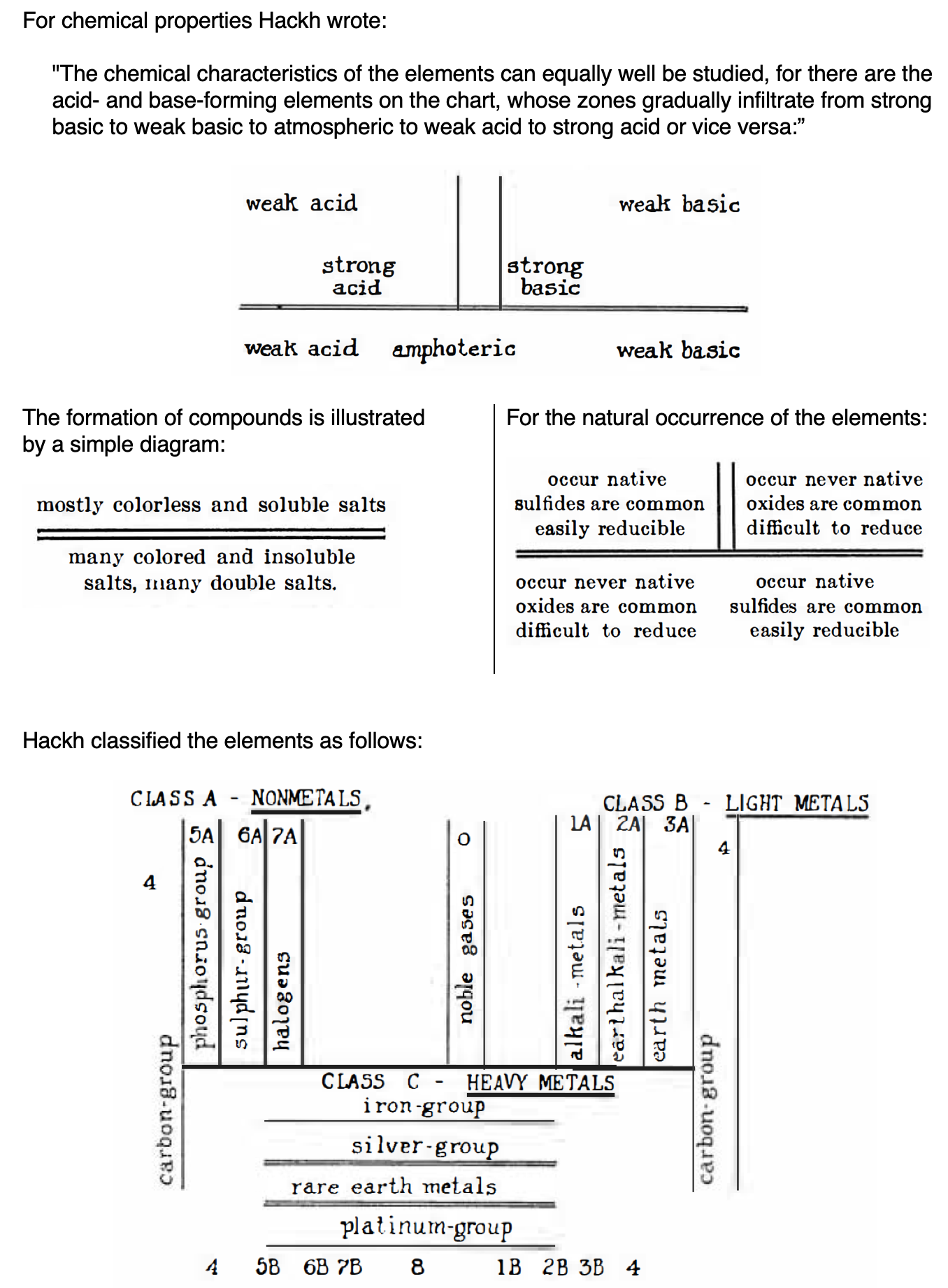
짧은 표 (9/11열) 노트
나선형
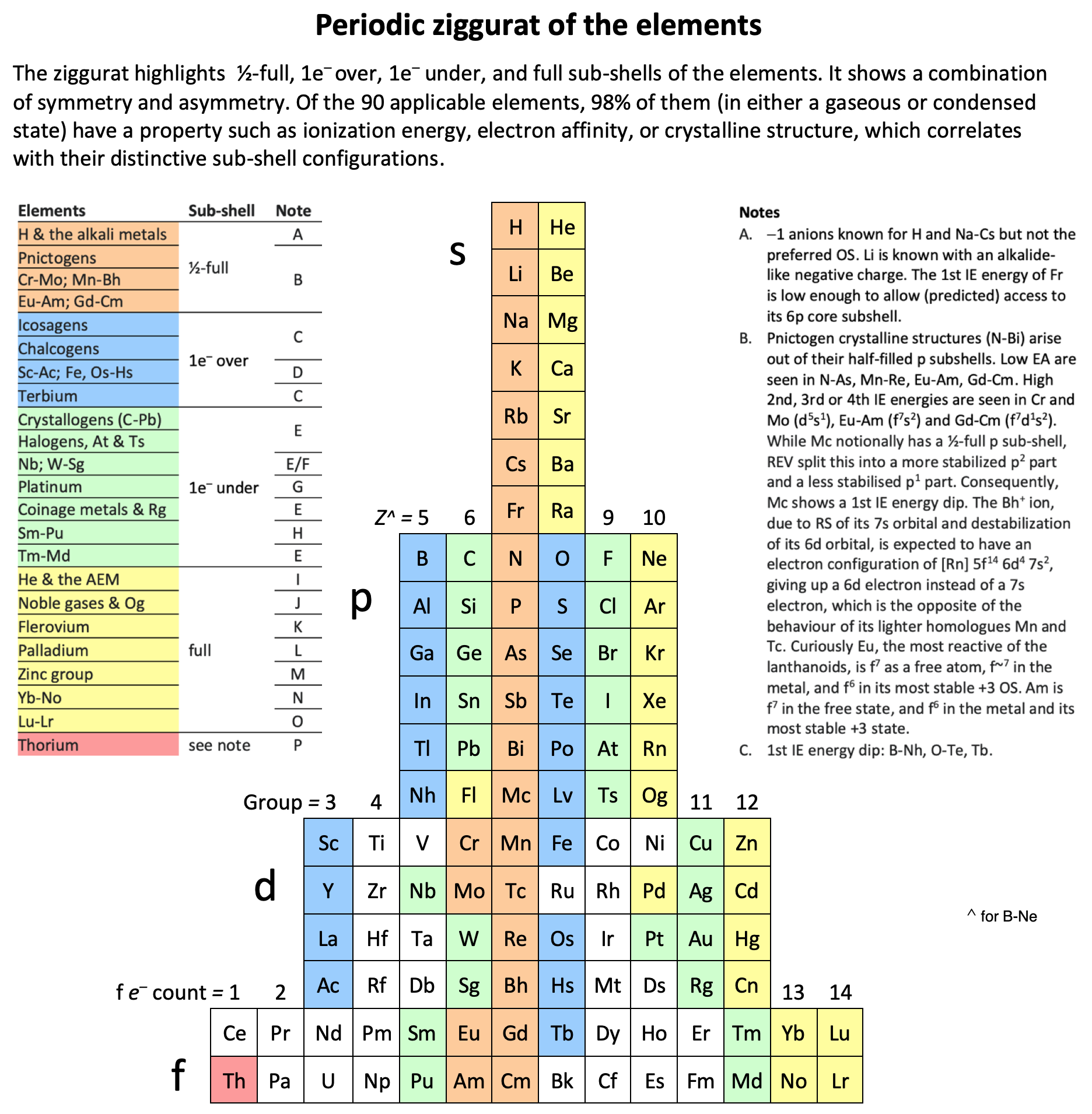
지구라트 (미분류)
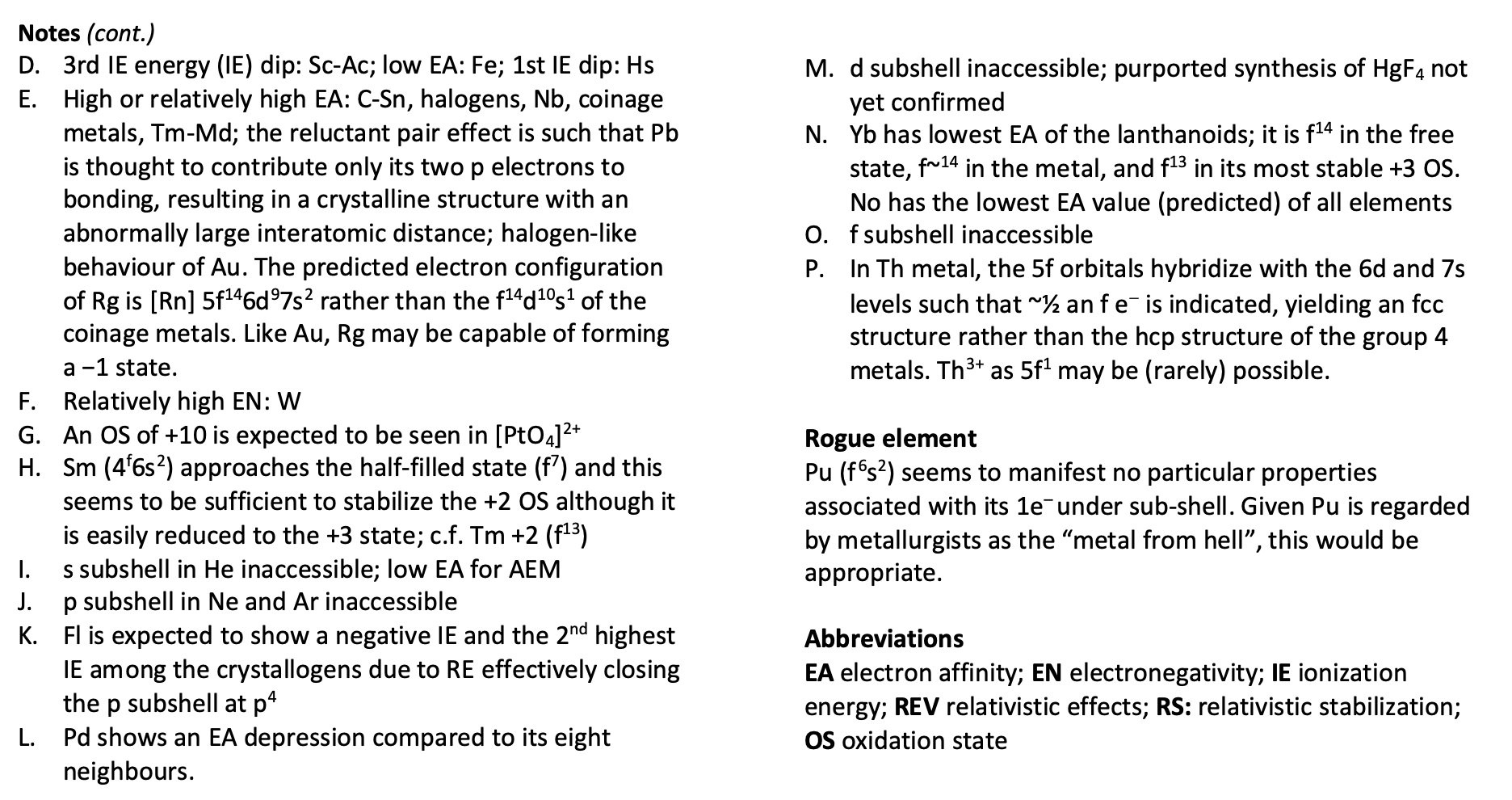
지구라트 노트
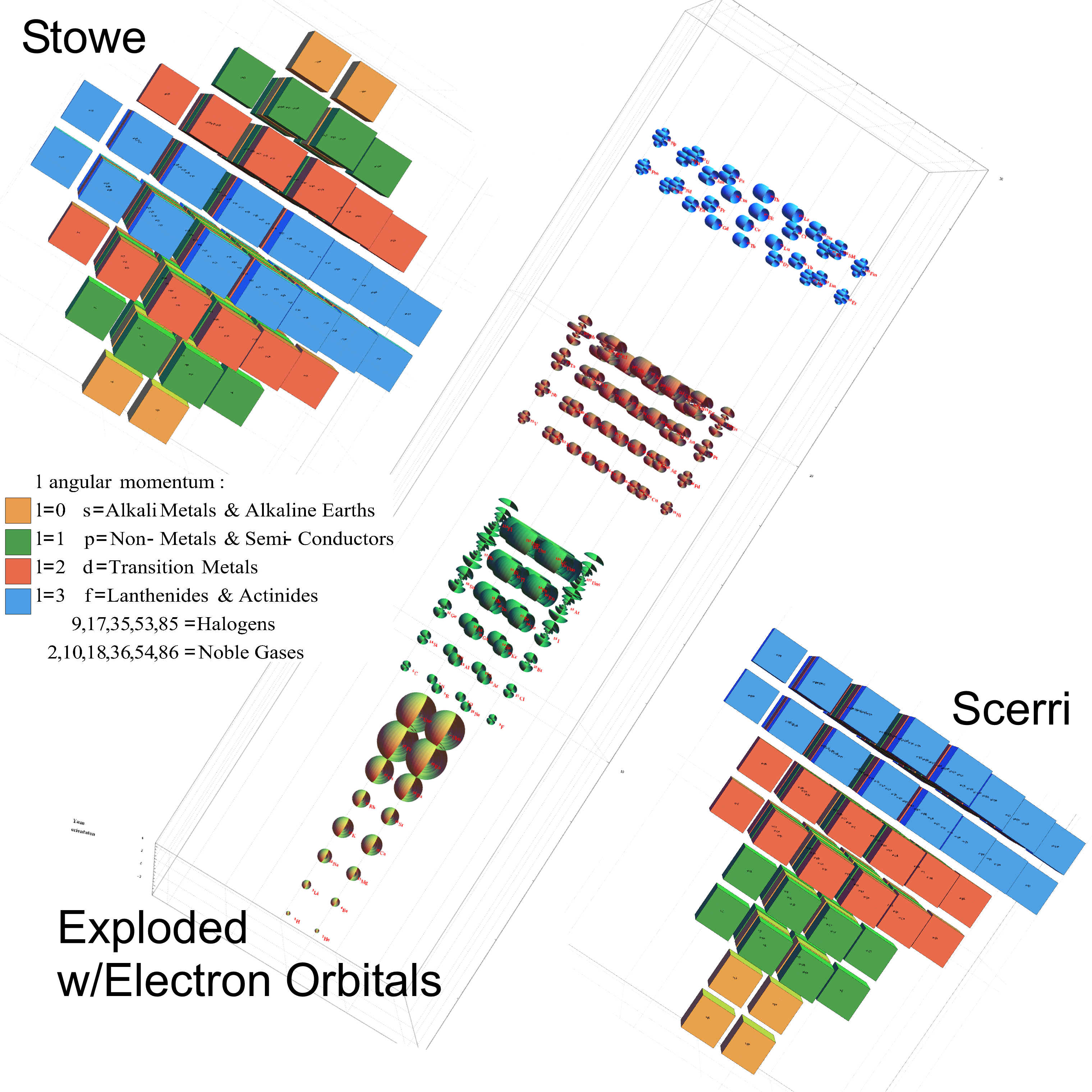
4D 스토우-스케리 (공간형)

## 내용주
1. ↑  반 덴 브루크(1911)는 깊이 3개, 가로 8개, 깊이 5개의 "입방체" 표를 만들었다.[3] 이것은 성공적이지 못했다.
2. ↑  이에 반해, 발덴은 1908년에 [단지] 100가지가 넘는 주기율표가 이미 출판되었다고 보고했다.[7]
3. ↑  이 원소는 일반적으로 집합적인 분류를 받을 만큼 다양하다고 여겨지며, 이 맥락에서 다른 비금속 또는 단순히 비금속으로 언급되며, 준금속과 할로겐 사이에 있다.
4. ↑  하크의 표는 갤러리에 "짧은 표 (9/11열)"로 표시되어 있다.
5. ↑  이 원소들은 일반적으로 집합적인 분류를 받을 만큼 다양하다고 여겨지며, 이 맥락에서 다른 비금속 또는 단순히 비금속으로 언급되며, 준금속과 할로겐 사이에 위치한다.
6. ↑  데밍의 18열 표의 선행 형태는 아담스의 1911년 16열 주기율표에서 볼 수 있다. 아담스는 희토류와 "방사성 원소"(즉, 악티늄족)를 표의 본문에서 제외하고 대신 "공간을 절약하기 위해 삽입"된 것으로 (Ba와 eka-Yt 사이에 희토류; eka-Te와 eka-I 사이에 방사성 원소) 표시한다. 참조: Elliot Q. A. (1911). "A modification of the periodic table". Journal of the American Chemical Society. 33(5): 684–88 [687].

## 더 읽어보기
- Blokh MA 1934, Iubileinomu mendeleevskomu s'ezdu v oznamenovanie 100-letnei godovshchinyso dnia rozhdeniia D. I. Mendeleeva (Anniversary Mendeleev Congress in commemoration of the 100th anniversary of the birth of D. I. Mendeleev), in Russian, Akad. Nauk SSSR, Leningrad
- 마주르스 EG 1974, Graphic Representations of the Periodic System During One Hundred Years, University of Alabama Press, Alabama, ISBN 978-0-8173-3200-6
- Quam GN & Quam MB 1934, Types of graphic classifications of the elements I. Introduction and short tables, Journal of Chemical Education, vol. 11, no. 1, pp. 27–32, doi:10.1021/ed011p27
- id., Types of graphic classifications of the elements II. Long charts, Journal of Chemical Education, vol. 11, no. 4, pp. 217–223, doi:10.1021/ed011p217
- id., Types of graphic classifications of the elements III. Spiral, helical, and miscellaneous charts, Journal of Chemical Education, vol. 11, no. 5, pp. 288–297, doi:10.1021/ed011p288
- Robinson A 2018, Creating a Symbol of Science: The Development of a Standard Periodic Table of the Elements, Doctoral Dissertations (1385), University of Massachusetts, Amherst
- Semenov NN 1969, 100 лет периодического закона химических элементов. 1869-1969 (100 years of the periodic law of chemical elements. 1869-1969), in Russian, Nauka, Moscow
- Venable FP 1896, The Development of the Periodic Law, Chemical Publishing Co., Easton, PA